# 布倫塔爾縣

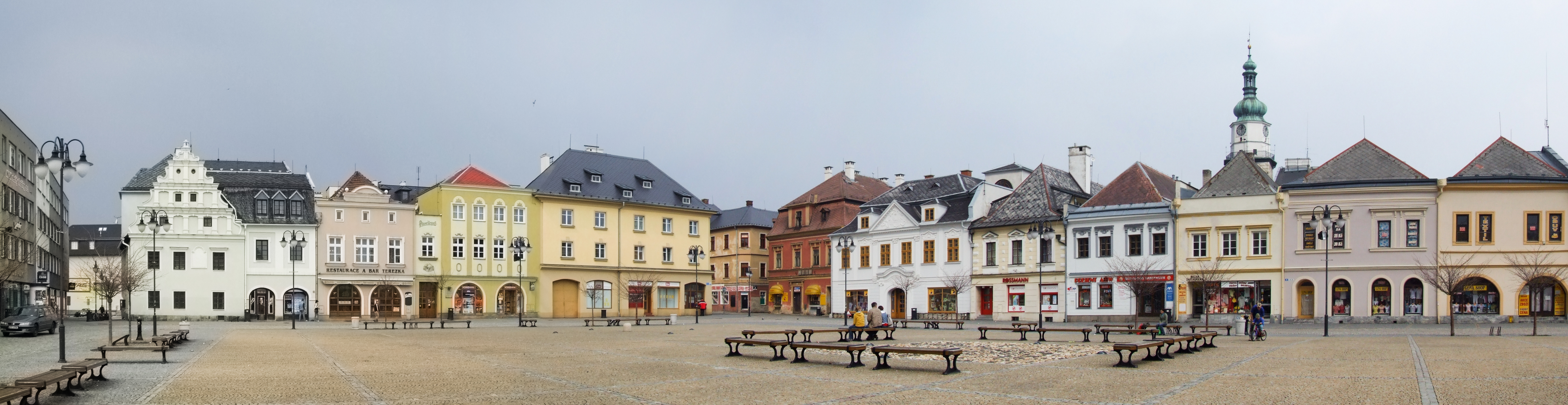

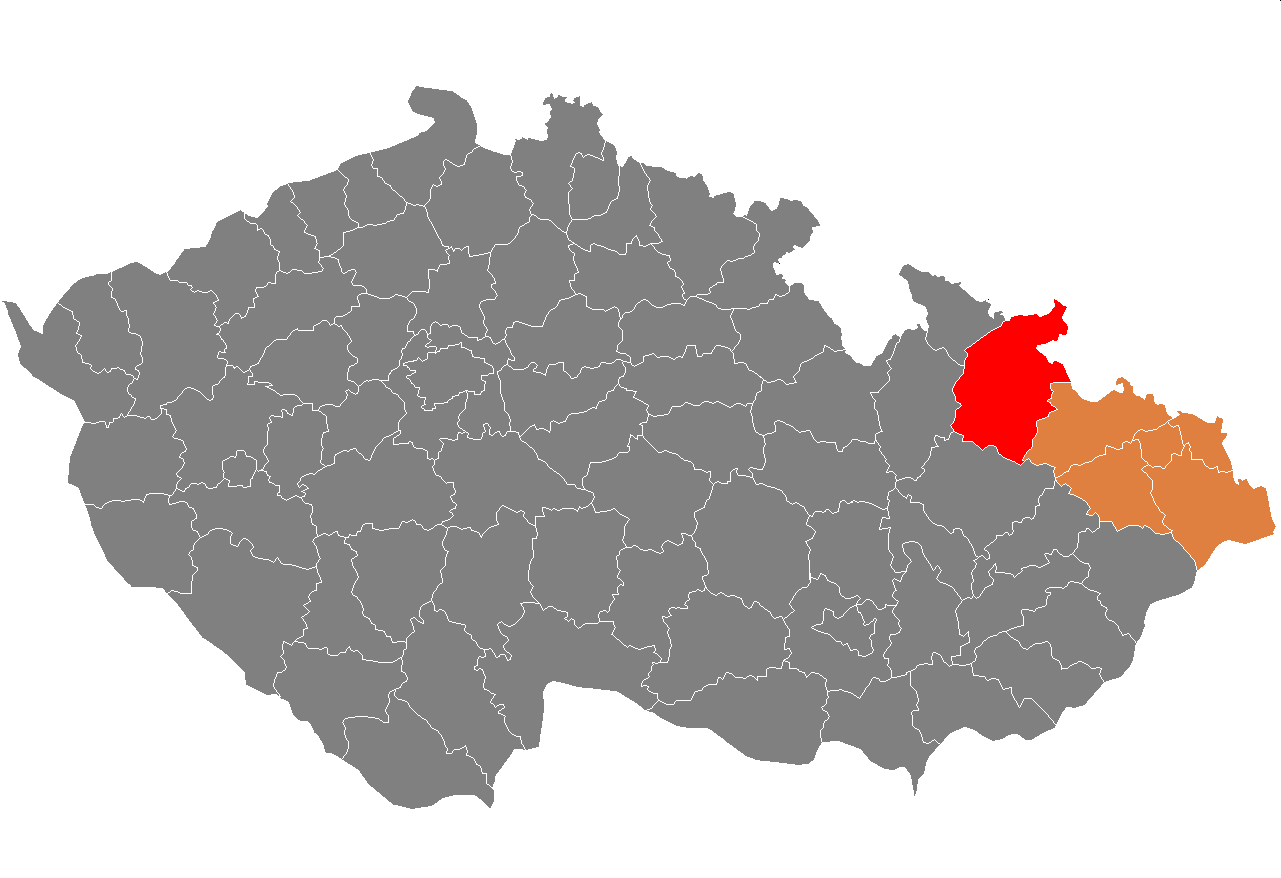

49°59′17″N 17°27′51″E / 49.98806°N 17.46417°E
布倫塔爾縣（捷克語：Okres Bruntál），是捷克的縣份，位於該國東北部，由摩拉維亞-西里西亞州負責管轄，首府設於布倫塔爾，面積1,536平方公里，2007年人口98,543，人口密度每平方公里64人。